# Inocência Mata
Inocência Mata (Santo Tomé y Príncipe, 1957) es una ensayista, profesora univesitaria e investigadora santotometense. Se formó en la Facultad de Letras de la Universidad de Lisboa, en el área de Literatura, Artes y Culturas, donde desarrolló su investigación en estudios sobre poscolonialismo. Fue miembro fundadora de la Unión Nacional de Escritores y Artistas de Santo Tomé y Príncipe (UNEAS) y Miembro Corresponsal de la clase de letras de la Academia de las Ciencias de Lisboa.

## Trayectoria
Inocência Mata nació en Santo Tomé y Príncipe en 1957 y realizó los estudios secundarios en Angola. En 1980 se trasladó a Portugal, donde desarrolló su trayectoria académica. Ha sido ensayista, investigadora y profesora en la Facultad de Artes de la Universidad de Lisboa en el área de Literatura, Artes y Culturas, y profesora invitada en varias instituciones de todo el mundo. Hasta 2017 fue subdirectora del departamento de portugués de la Universidad de Macao.
Mata se doctoró en Letras por la Universidad de Lisboa y se posdoctoró en Estudios Poscoloniales, Identidad, Etnia y Globalización por la Universidad de California en Berlekey. Es miembro de diversas asociaciones en su campo de estudio, como la Associação Internacional de Literatura Comparada, la Association por L’Étude des Literatures Africaines de Francia, la Associação Internacional de Estudos Africanos (AFROLIC) de Brasil, la Associação Internacional de Ciências Sociais e Humanas em Língua Portuguesa (AILP-CSH), la Academia de las Ciencias de Lisboa, la Academia de Letras de Angola y la Academia Galega da Língua Portuguesa. Además, es miembro fundadora de la Unión Nacional de Escritores y Artistas de São Tomé y Príncipe. También es investigadora en el Centro de Estudios Comparativos de la Universidad de Lisboa.
En 2015 escribió el prefacio del libro 'Os Damned People on Earth' del pensador y revolucionario martiniqués Frantz Fanon. En 2019, formó parte en la 4ª edición del Festival Inminente de Lisboa, junto a la periodista y socióloga Luzia Moniz y la historiadora de la Universidad Federal de Paraíba, Solange Rocha. Ese mismo año, participó en el 5º Festival Literario de Gardunha en la ciudad de Fundão, centrado en la migración.
En 2020, fue una de las firmantes de la carta abierta "The Time to Act is Now" dirigida a los líderes africanos, que tenía el objetivo de funcionar como una advertencia a los problemas estructurales del continente, que se acentuaron a raíz de la COVID-19. Creada por intelectuales africanos, estaba suscrita, entre otros, por el escritor nigeriano Premio Nobel de Literatura de 1986 Wole Soyinka; Iva Cabral, hija de Amílcar Cabral; Henry Louis Gates de la Universidad de Harvard; Maria Paula Meneses de la Universidad de Coímbra; Iolanda Évora de la Universidad de Lisboa; y por la escritora marfileña Véronique Tadjo.

## Reconocimientos
En 2015, fue la ganadora del Premio FEMINA 2015, por su contribución a la investigación y la enseñanza de Literaturas Lusófonas. Ese mismo año participó en el coloquio internacional sobre la Casa de Estudiantes del Imperio (CEI), organizado en la Fundación Calouste Gulbenkian, en Lisboa.
En 2016, Mata formó parte del jurado del Premio Camões, junto con Paula Morão, Pedro Mexia, Flora Süssekind y Sérgio Alcides do Amaral y Lourenço do Rosário. En 2018, presentó en Lisboa el libro de la investigadora portuguesa Inês Nascimento Rodrigues "Espectros de Batepá. Memórias e Narrativas do Massacre de 1953 em São Tomé e Príncipe”.
En 2019, Mata se convirtió en miembro correspondiente de la Academia de Letras de Angola (AAL) en Portugal. Ese mismo año, el Instituto Internacional de Investigación Académica de Jerusalén en Malawi le otorgó el título Honoris Causa de enseñanza en literatura y filosofía.
Además, en 2019 también fue miembro del jurado del premio literario UCCLA, que por primera vez contó con escritores de todos los países de habla portuguesa. El jurado estaba compuesto también por otros escritores como el brasileño António Carlos Secchin, el caboverdiano Germano Almeida, los portugueses Isabel Pires de Lima y José Pires Laranjeira, el angoleño José Luís Mendonça, el mozambiqueño Luís Carlos Patraquim, el timorense Luís Costa, el bisauguineano Tony Tcheka y el representante de la União das Cidades Capitais Luso-Afro-Américo-Asiáticas, Rui Lourido.

## Obra
Inocencia Mata es autora de varios libros de ensayo en el área de literatura portuguesa y estudios culturales y poscoloniales, entre los que se incluyen: 
2015 - A Casa dos Estudantes do Império e o lugar da literatura na consciencialização política (Lisboa, 2015).
2012 - La reina Nzinga Mbandi: historia, memoria y mito (Lisboa, 2012).
2011 - Francisco José Tenreiro: las múltiples caras de un intelectual (Lisboa, 2011).
2011 - Ficción e historia en la literatura angoleña (Luanda/Luanda, 2011).
2010 - Polifonías isleñas: cultura y literatura de Santo Tomé y Príncipe (Lisboa, 2010).
2007 - Literatura africana y crítica poscolonial (Luanda, 2007; Manaus, 2013).
2006 - Lazos de memoria y otros ensayos sobre literatura angoleña (Luanda, 2006).
2004 - A Suave Pátria: reflexiones políticas y culturales sobre la sociedad de Santo Tomé (Lisboa, 2004);
2001 - Literatura angoleña: Silencios y conversaciones de una voz inquieta (Lisboa/Luanda, 2001).